# Mario Fernández Baeza
Mario Adolfo del Carmen Fernández Baeza (Rancagua, 22 de noviembre de 1947) es un abogado constitucionalista, académico y político chileno, militante del Partido Demócrata Cristiano (PDC). Se desempeñó como ministro del Interior y Seguridad Pública durante el segundo gobierno de la presidenta Michelle Bachelet, desde 2016 hasta 2018.
Anteriormente ejerció como ministro de Estado en las carteras de Defensa Nacional y Secretaría General de la Presidencia, bajo el gobierno del presidente Ricardo Lagos, ministro del Tribunal Constitucional de su país entre 2006 y 2011, y embajador de Chile ante Alemania y Uruguay.

## Estudios y carrera académica
Realizó sus estudios primarios y secundarios en la Escuela Pública Nª 3 y en el Liceo de Hombres de Rancagua. Durante ese periodo fue secretario y vicepresidente del Centro de Alumnos, siendo su delegado en dos Congresos Nacionales de Estudiantes Secundarios. Además fue miembro de la Juventud de Estudiantes Católicos (JEC).
En 1967 ingresó a la Escuela de Derecho de la Universidad de Chile (sede Valparaíso, actual Universidad de Valparaíso), casa de estudios en que permaneció hasta 1969, cuando se trasladó internamente a la Escuela de Derecho de Santiago. Se licenció en Ciencias Jurídicas y Sociales en 1975. Luego realizó estudios de posgrado en ciencia política, historia, derecho internacional público y filosofía en la Universidad de Heidelberg, Alemania, alcanzando el grado de doctor.
Ejerció la docencia en derecho en la Universidad Diego Portales, la Pontificia Universidad Católica de Chile, la Universidad de los Andes y  Universidad de Chile, entre otras.

## Carrera política y pública

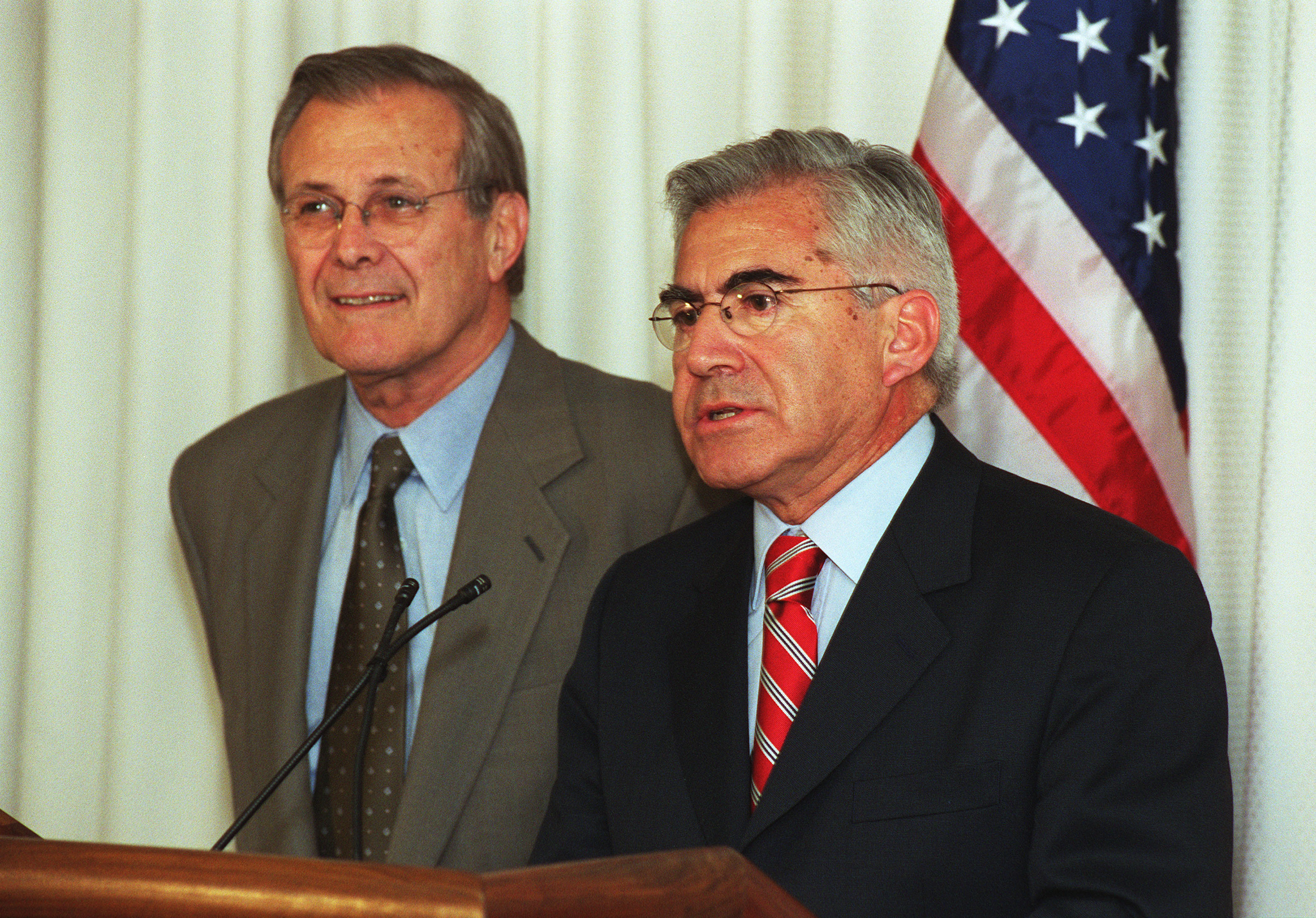
Fernández (derecha) junto a Donald Rumsfeld en 2001.

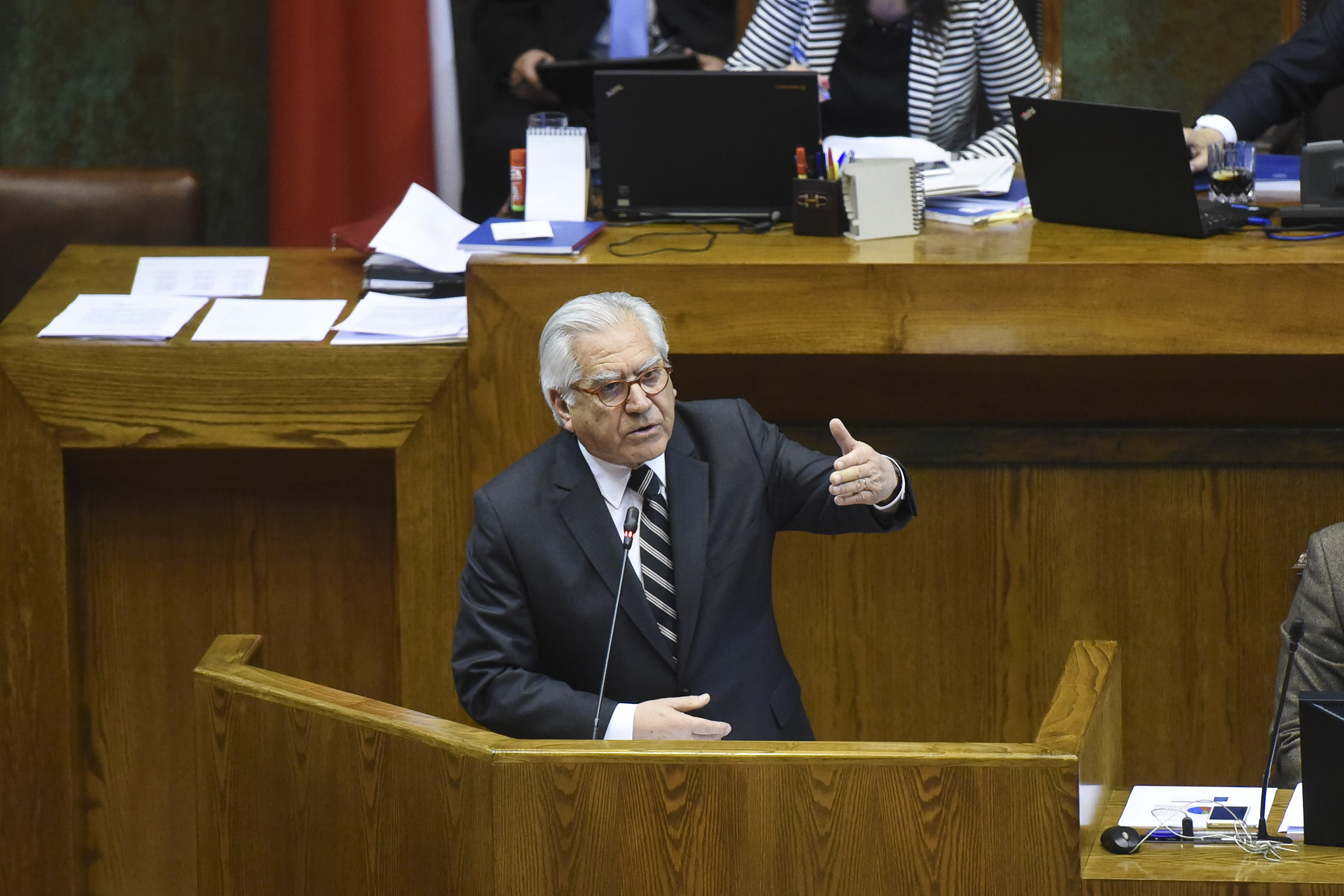
Fernández hace sus descargos durante una interpelación en el Congreso Nacional (2017).

Perteneciente al Partido Demócrata Cristiano desde 1966, fue subsecretario de Aviación y de Guerra durante los gobiernos de los presidentes Patricio Aylwin y Eduardo Frei Ruiz-Tagle (1990-1993, 1994-1995 y 1996-1999).
Pese a no ser cercano a su círculo, el presidente Ricardo Lagos lo designó ministro de Defensa Nacional en 2000, cargo que ejerció hasta 2002, cuando un cambio de gabinete asignó la cartera a la futura presidenta Michelle Bachelet y a Fernández el Ministerio Secretaría General de la Presidencia (2002-2003). Tras su paso por los ministerios fue designado embajador en Alemania.
El 13 de diciembre de 2005, el Senado lo nombró ministro del Tribunal Constitucional de Chile, en donde asumió el 1 de enero de 2006. Anunció su salida de este cargo a comienzos del 31 de marzo de 2011, para incorporarse a la consultora chilena Latinus y retomar las clases en distintas universidades.
En abril de 2014 asumió, iniciado el segundo gobierno de Michelle Bachelet, como embajador extraordinario y plenipotenciario de Chile en Austria, siendo reasignado el 18 de junio de 2015 a Uruguay, tras la polémica salida del abogado PC Eduardo Contreras. El 8 de junio de 2016, la presidenta Bachelet lo nombró ministro del Interior y Seguridad Pública en reemplazo del renunciado Jorge Burgos.
Tras cumplir su gestión como ministro, retomó sus actividades académicas como profesor de la Facultad de Derecho de la Universidad de Chile, específicamente en el departamento de Derecho Público, y también como académico del Instituto de Ciencia Política de la Pontificia Universidad Católica de Chile, con especialización en instituciones políticas y derecho constitucional, desarrollo político de Chile y sistemas electorales.

## Creencias
Mario Fernández es un católico practicante y fue miembro supernumerario de la prelatura del Opus Dei. A raíz de la discusión sobre el aborto terapéutico, abandonó su vínculo con dicha Prelatura. Pese a las críticas por su membresía en dicha congregación, Fernández afirmó que sus creencias no interferirían en las materias del gobierno.

### Condecoraciones extranjeras
- Gran Cruz de la Orden de la Cruz del Sur ( Brasil, 2001).

## Obras
- Más allá de la transición, Santiago, 1986
- Las políticas sociales en el Cono Sur, 1975-1985, Santiago, 1986
- (ed., con Dieter Nohlen y O. Bareiro) Kooperation und Konflikt im La Plata-Becken, Saarbrücken/Fort Lauderdale, 1986
- (con Dieter Nohlen y A. van Klaveren) Demokratie und Aussenpolitik in Lateinamerika, Opladen, 1991
- (con Dieter Nohlen) Presidencialismo versus parlamentarismo en América Latina, Caracas, 1991
- (con Dieter Nohlen) El Presidencialismo renovado, Caracas, 1998

## Historial electoral

### Elecciones parlamentarias de 1993
- Elecciones parlamentarias de 1993, candidato a diputado por el Distrito 32, Rancagua[18]

| Candidato                            | Pacto                                | Partido | Votos  | %     | Resultado |
| ------------------------------------ | ------------------------------------ | ------- | ------ | ----- | --------- |
| Carlos Poblete Ávila                 | Alternativa Democrática de Izquierda | PC      | 4278   | 4,56  |           |
| Orlando Moraga Fuentealba            | Alternativa Democrática de Izquierda | ILA     | 3708   | 3,95  |           |
| Alejandro García-Huidobro Sanfuentes | Unión por el Progreso de Chile       | UCC     | 24 398 | 26,00 | Diputado  |
| Carlos Latife Saadi                  | Unión por el Progreso de Chile       | UCC     | 5240   | 5,58  |           |
| Mónica Riveros Aguilar               | La Nueva Izquierda                   | AHV     | 2190   | 2,33  |           |
| Héctor Fernández Valdés              | La Nueva Izquierda                   | ILC     | 2705   | 2,88  |           |
| Mario Fernández Baeza                | Concertación por la Democracia       | PDC     | 22 570 | 24,05 |           |
| Aníbal Pérez Lobos                   | Concertación por la Democracia       | PS      | 28 757 | 30,64 | Diputado  |